# Kosma Minin
Die Kosma Minin (russisch Козьма Минин) war ein russischer Hochseeeisbrecher, der ab 1922 als Castor unter französischer Flagge fuhr.

## Bau und technische Daten
Das Schiff wurde im Auftrag der kaiserlich-russischen Marine auf der Neptune-Werft von Swan, Hunter & Wigham Richardson in Walker (Newcastle upon Tyne) gebaut, und zwar mit mehrheitlich russischen Werftarbeitern. Es lief dort mit der Baunummer 1020 am 29. August 1916 vom Stapel und wurde im November 1916 abgeliefert. Das Schiff war benannt nach dem russischen Nationalhelden Kosma Minin, einem der Führer der russischen Volkserhebung gegen die polnisch-litauische Besetzung Anfang des 17. Jahrhunderts. Es war 75,6 m (Lüa) bzw. 74,6 m (LzdL) lang und 17,4 m breit und hatte einen Tiefgang von 6,4 m leer bzw. 8,4 m voll ausgerüstet. Es war mit 2156 BRT vermessen und verdrängte 3150 t (standard). Zwei von sechs Dampfkesseln gespeiste alternierende Dreifach-Expansions-Dampfmaschinen von Swan Hunter leisteten insgesamt 4400 PS und ermöglichten über zwei Schrauben eine Höchstgeschwindigkeit von 14,5 kn. Eine dritte, etwas kleinere Dreifach-Expansions-Dampfmaschine von 2000 PS trieb die unter dem Bug befindliche Bugschraube, wie sie sich beim Eisbrechen in der Ostsee bewährt hatte. 686 Tonnen Kohle konnten gebunkert werden, was einen Aktionsradius von 4500 Seemeilen bei 10 kn Marschgeschwindigkeit ermöglichte.

## Russische Marine
Die Kosma Minin diente in der Polarmeerflottille mit Heimathafen Archangelsk, wo sie Ende November 1916 ankam. Ihr auf der gleichen Werft gebautes Schwesterschiff Knyaz Pozharskiy (russisch Князь Пожа́рский) folgte einen Monat später. Allerdings konnten auch diese beiden Schiffe den Geleitzugverkehr zwischen Archangelsk und der Barentssee in den Wintermonaten 1917/18 und 1918/19 kaum nennenswert beeinflussen.
Im Sommer 1919, während des Russischen Bürgerkriegs, befand sich das Schiff zur Reparatur in Großbritannien. Es kehrte erst gegen Ende des Jahres nach Archangelsk zurück. Nach dem Abzug der ausländischen Interventionstruppen im August 1919 aus Nordrussland spielte das Schiff beim endgültigen Zusammenbruch des dortigen weißen Widerstands gegen die Bolschewiki dann eine besondere Rolle. Am 19. Februar 1920 gingen der Oberbefehlshaber der Weißen in der Nordregion, Generalleutnant Jewgeni Karlowitsch Miller, und etwa 600 andere Flüchtlinge, meist Militärs und deren Angehörige, an Bord der Kosma Minin und des von ihr ins Schlepp genommenen Avisos Jaroslawna und verließen Archangelsk. Im dicken Eis musste die Jaroslawna allerdings nach Übernahme ihrer Passagiere und Besatzung und ihres 7,5-cm-Geschützes zurückgelassen werden; sie wurde wenige Tage später vom Eisbrecher Kanada (russisch Канада), dessen Besatzung sich nicht der Flucht aus Archangelsk anschließen wollte, geborgen und zurück nach Archangelsk geschleppt. Bei ihrer Weiterfahrt traf die Kosma Minin am Abend des 20. Februar auf drei im Eis steckengebliebene Hafeneisbrecher und übernahm im Laufe der Nacht auch deren Personal, Passagiere, Kohlen und Lebensmittelvorräte. Mit der inzwischen aufgetauchten Kanada lieferte sie sich am Morgen des 21. ein kurzes Artillerieduell, konnte aber nach dem Rückzug der Kanada unbeschädigt weiterfahren. Sie erreichte Hammerfest am 25. und Tromsø am Abend des 26. Februar, wo die ersten der rund 800 Flüchtlinge an Land genommen und versorgt wurden. Das Schiff fuhr dann weiter nach Hommelvik bei Trondheim, wo auch die restlichen Flüchtlinge von Bord gingen.

## Französische Marine
Fünf Wochen später, am 1. April 1920, traf die Kosma Minin in Liverpool ein. Von Großbritannien ging das Schiff dann im September weiter nach Cherbourg in Frankreich, wo es am 29. Dezember 1920 interniert wurde. (Der französische Ministerrat hatte am 1. Dezember 1920 der Verlegung der aus dem Schwarzen Meer geflohenen Flotte der Weißen Armee nach Bizerte im damaligen französischen Protektorat Tunesien und seiner dortigen Internierung zugestimmt.) Im April 1922 nahm die französische Marine das Schiff in Besitz, nachdem ein angebotener Verkauf an Kanada nicht zustande gekommen war, und benannte es um in Castor. Das anfangs als Schlepper und Mutterschiff für Wasserflugzeuge genutzte Schiff wurde dann 1927–1929 in Lorient zum Minenleger umgebaut, der bis zu 268 Minen aufnehmen konnte. Beim Umbau wurde die Bugschraube entfernt und die Castor mit vier 10-cm-Kanonen und zwei 3,7-cm-Flak bewaffnet.
Zum Zeitpunkt des Waffenstillstands von Compiègne im Juni 1940, der den deutschen Westfeldzug beendete, befand sich die Castor, die als U-Boot-Versorger im Mittelmeer gedient hatte, in Bizerte. Dort wurde sie am 10. Oktober 1940 entwaffnet und aufgelegt. Am 8. Dezember 1942 fiel sie im Zuge des deutsch-italienischen Tunesienfeldzugs in deutsche Hand und wurde dann an die italienische Regia Marina übergeben, wiederbewaffnet und in FR 60 umbenannt. Bereits am 6. Mai 1943, am Tag vor der Einnahme von Bizerte durch die 9. Infanterie-Division der US Army, wurde das Schiff im See von Bizerte selbstversenkt. Das Wrack wurde 1946 von der französischen Marine gehoben und in die Sebra-Bucht (37° 15′ 41″ N, 9° 51′ 25″ O) geschleppt. Am 12. August 1947 wurde es zum Abwracken freigegeben und dann verschrottet.